# Carex praticola
Carex praticola — багаторічна трав'яниста рослина родини осокові (Cyperaceae), поширена в помірних і арктичних регіонах Північної Америки.

## Опис
Рослини утворюють щільні килимки. Стебла (16)30–70(95) см. Листові пластини (2)3–5 на родюче стебло, 10–30 см × (1.5)2–3(4) мм. Суцвіття зазвичай відкриті, часто похилі, білуваті, зелені, або від золото до темно-коричневого кольору, (1.7)2.5–5 см × 10–15(17) мм. Проксимальні приквітки лускоподібні. Колосків 4–10, 8.5–20 × 3–9 мм. Маточкові луски білого, золотого, мідного або коричневого кольору з середньою смугою білою чи зеленою до коричневої, від ланцетної до широко яйцеподібної, (3.4)4.2–5.8 мм, білі поля 0.1–0.3 мм. Плоди яйцеподібні чи зворотнояйцеподібні, 1.4–2.1(2.7) × (0.8)1–1.5 мм, товщиною 0.4–0.6 мм. 

## Поширення
Північна Америка: Ґренландія, Канада, США. Введений: Норвегія, Швеція. Населяє вологі луки, відкриті сухі ліси, скелясті райони; 10–3500 м.